# Chailles
Pour l’article ayant un titre homophone, voir Chail.
Pour les articles homonymes, voir Chailles (homonymie).
Chailles est une commune française située dans le département de Loir-et-Cher en région Centre-Val de Loire. Ses habitants s'appellent les Chaillois et les Chailloises.
Localisée au centre du département, la commune fait partie de la petite région agricole « les Vallée et Coteaux de la Loire », grand ruban plus ou moins large où dominent la culture de la vigne et les productions maraîchères.
L'occupation des sols est marquée par l'importance des espaces agricoles et naturels qui occupent la quasi-totalité du territoire communal. Plusieurs espaces naturels d'intérêt sont présents dans la commune : un espace protégé, deux sites natura 2000 et trois zones naturelles d'intérêt écologique, faunistique et floristique (ZNIEFF). En 2010, l'orientation technico-économique de l'agriculture dans la commune est la culture des céréales et des oléoprotéagineux. À l'instar du département qui a vu disparaître le quart de ses exploitations en dix ans, le nombre d'exploitations agricoles a fortement diminué, passant de 24 en 1988, à 10 en 2000, puis à 4 en 2010.
Le patrimoine architectural de la commune comprend trois bâtiments portés à l'inventaire des monuments historiques : la clinique psychiatrique de la Chesnaie, inscrite en 2006, le château de la Pigeonnière, inscrit en 1989, et le château du Plessis-Villelouet, inscrit en 2006.

## Géographie
Les communes limitrophes sont  Blois, Candé-sur-Beuvron, Cellettes, Les Montils, Saint-Gervais-la-Forêt, Seur et Valloire-sur-Cisse.

### Localisation
La commune de Chailles se trouve au centre du département de Loir-et-Cher, dans la petite région agricole des Vallée et Coteaux de la Loire,. À vol d'oiseau, elle se situe à 5,3 km  de Blois, préfecture du département. La commune fait en outre partie du bassin de vie de Blois.
Le bourg de Chailles est situé au beau milieu de la vallée de la Loire, au sud-ouest de Blois plus précisément. La commune se trouve à côté de la forêt de Russy ainsi qu'au bord du Cosson.
La Loire à vélo traverse la commune.

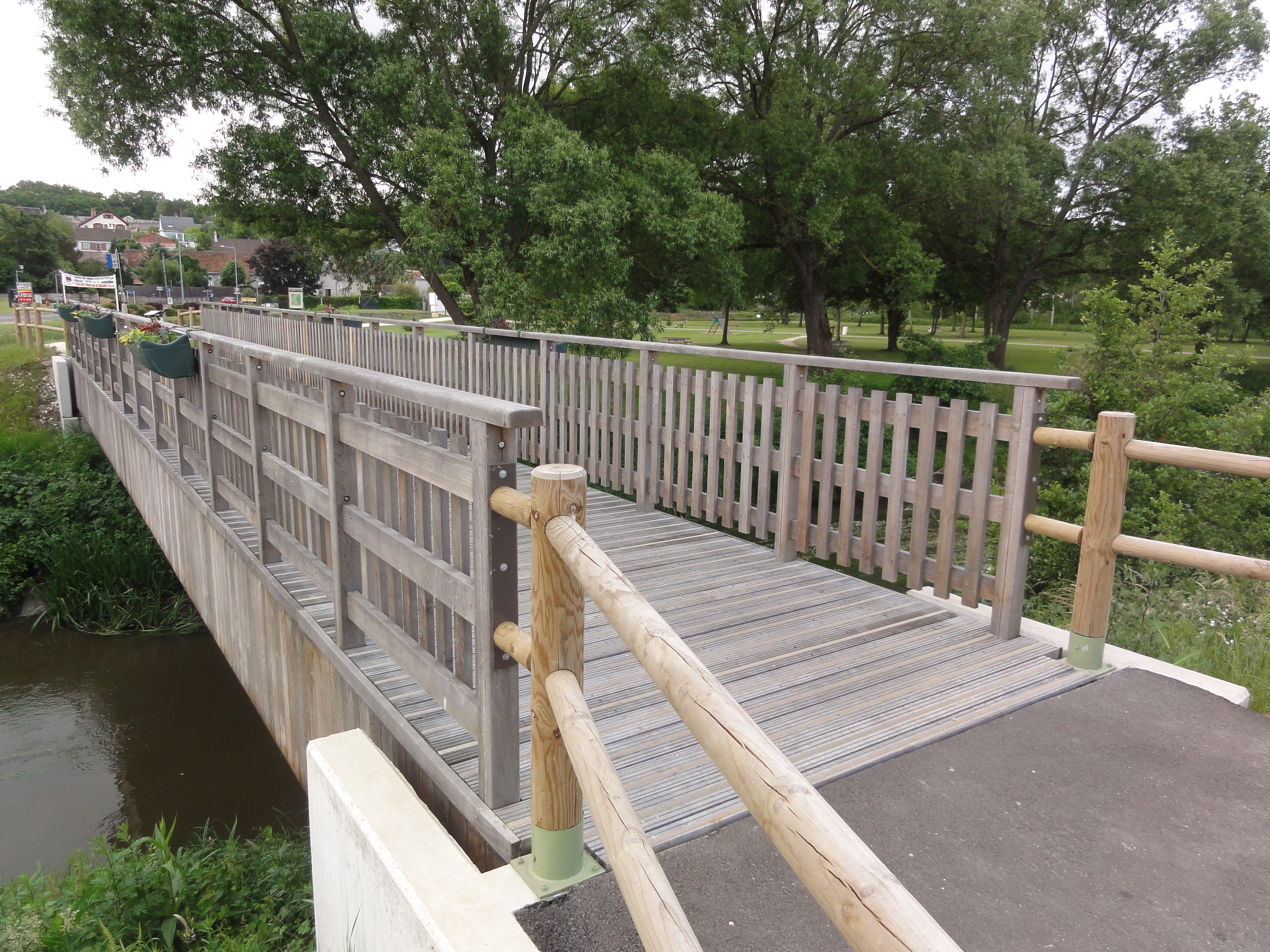
Pont de la piste cyclable et piétonne sur le Cosson.

### Communes limitrophes
Les communes les plus proches sont :
Saint-Gervais-la-Forêt (4,5 km), Seur (4,6 km), Blois (5,3 km), Les Montils (5,4 km), Cellettes (5,5 km), Chouzy-sur-Cisse (5,5 km), Candé-sur-Beuvron (6,5 km), Vineuil (6,5 km) et Coulanges (6,6 km).
| Blois             | Blois       | Saint-Gervais-la-Forêt |
| Chouzy-sur-Cisse  | Chailles    | Cellettes              |
| Candé-sur-Beuvron | Les Montils | Seur                   |

### Hydrographie

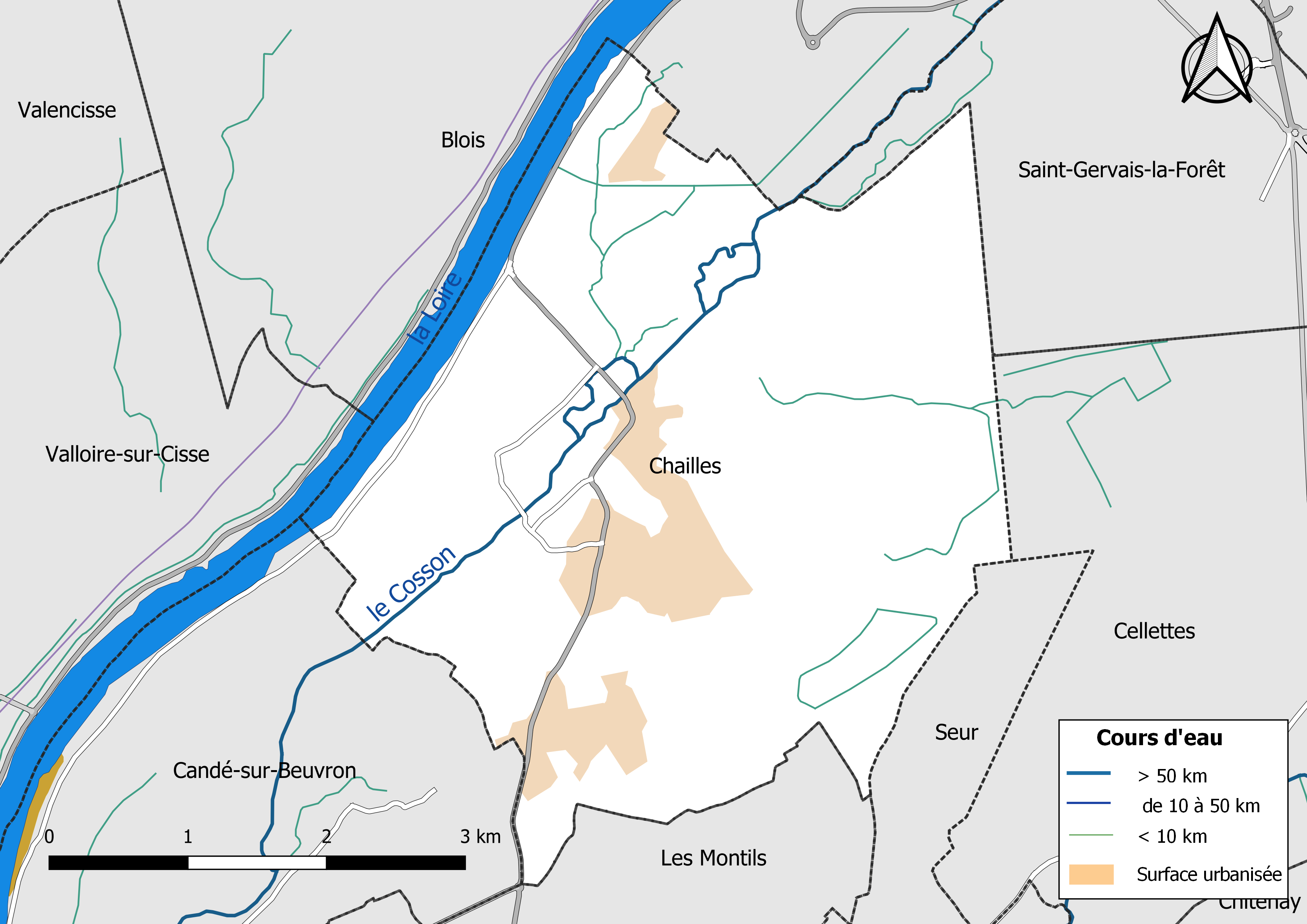
Réseau hydrographique de Chailles.

La commune est drainée par la Loire (2,283 km), le Cosson (4,574 km) et par divers petits cours d'eau, constituant un réseau hydrographique de 20,62 km de longueur totale.
Le cours de la Loire s'insère dans une large vallée qu'elle a façonnée peu à peu depuis des milliers d'années. Elle traverse d'est en ouest le département de Loir-et-Cher depuis Saint-Laurent-Nouan jusqu'à Veuzain-sur-Loire, avec un cours large et lent. La Loire présente des fluctuations saisonnières de débit assez marquées.
Le Cosson traverse la commune du nord-est vers le sud-ouest. D'une longueur totale de 96,4 km, il prend sa source dans la commune de Vannes-sur-Cosson (45) et se jette dans le Beuvron à Candé-sur-Beuvron, après avoir traversé 18 communes.
Sur le plan piscicole, ces cours d'eau sont classés en deuxième catégorie, où le peuplement piscicole dominant est constitué de poissons blancs (cyprinidés) et de carnassiers (brochet, sandre et perche).

### Climat
Pour des articles plus généraux, voir Climat du Centre-Val de Loire et Climat de Loir-et-Cher.
En 2010, le climat de la commune est de type climat océanique dégradé des plaines du Centre et du Nord, selon une étude du CNRS s'appuyant sur une série de données couvrant la période 1971-2000. En 2020, Météo-France publie une typologie des climats de la France métropolitaine dans laquelle la commune est exposée à un climat océanique altéré et est dans la région climatique Moyenne vallée de la Loire, caractérisée par une bonne insolation (1 850 h/an) et un été peu pluvieux.
Pour la période 1971-2000, la température annuelle moyenne est de 11,4 °C, avec une amplitude thermique annuelle de 14,9 °C. Le cumul annuel moyen de précipitations est de 679 mm, avec 10,7 jours de précipitations en janvier et 7,1 jours en juillet. Pour la période 1991-2020, la température moyenne annuelle observée sur la station météorologique de Météo-France la plus proche, dans la commune de Cheverny à 12 km à vol d'oiseau, est de 11,8 °C et le cumul annuel moyen de précipitations est de 675,8 mm,. Pour l'avenir, les paramètres climatiques de la commune estimés pour 2050 selon différents scénarios d'émission de gaz à effet de serre sont consultables sur un site dédié publié par Météo-France en novembre 2022.

### Milieux naturels et biodiversité

#### Espaces protégés
La protection réglementaire est le mode d'intervention le plus fort pour préserver des espaces naturels remarquables et leur biodiversité associée.Un espace protégé est présent dans la commune : « le Coteau », une réserve biologique dirigée instituée en 2001 afin de conserver une station remarquable de pivoine mâle (paeonia mascula) et en vue de préserver et améliorer la diversité biologique générale du siteIl présente une superficie de 11,28 ha.

#### Sites Natura 2000
Le réseau Natura 2000 est un réseau écologique européen de sites naturels d'intérêt écologique élaboré à partir des Directives « Habitats » et « Oiseaux ». Ce réseau est constitué de Zones spéciales de conservation (ZSC) et de Zones de protection spéciale (ZPS). Dans les zones de ce réseau, les États membres s'engagent à maintenir dans un état de conservation favorable les types d'habitats et d'espèces concernés, par le biais de mesures réglementaires, administratives ou contractuelles. L'objectif est de promouvoir une gestion adaptée des habitats tout en tenant compte des exigences économiques, sociales et culturelles, ainsi que des particularités régionales et locales de chaque État membre. Les activités humaines ne sont pas interdites, dès lors que celles-ci ne remettent pas en cause significativement l'état de conservation favorable des habitats et des espèces concernés. Des parties du territoire communal sont incluses dans les sites Natura 2000 suivants :
- la « Vallée de la Loire de Mosnes à Tavers », d'une superficie de 2 278 ha, un des sites ligériens les plus remarquables par son originalité, avec des milieux naturels incontournables tels que les habitats d'eaux courantes et stagnantes accueillant de nombreux poissons et autres animaux de l'Annexe II (Castor), les pelouses et prairies de grèves et zones inondables et les forêts alluviales[19] ;
- le « Vallée de la Loire du Loir-et-Cher », d'une superficie de 2 398 ha[20].

#### Zones naturelles d'intérêt écologique, faunistique et floristique
L'inventaire des zones naturelles d'intérêt écologique, faunistique et floristique (ZNIEFF) a pour objectif de réaliser une couverture des zones les plus intéressantes sur le plan écologique, essentiellement dans la perspective d'améliorer la connaissance du patrimoine naturel national et de fournir aux différents décideurs un outil d'aide à la prise en compte de l'environnement dans l'aménagement du territoire. Le territoire communal de Chailles comprend trois ZNIEFF :
- la « Forêt de Russy » (3 471,25 ha)[22] ;
- la « Hêtraie de Tue l'Ane » (76,8 ha)[23] ;
- la « Loire Blésoise » (2 380,68 ha)[24].

## Urbanisme

### Typologie
Au 1er janvier 2024, Chailles est catégorisée bourg rural, selon la nouvelle grille communale de densité à sept niveaux définie par l'Insee en 2022.
Elle appartient à l'unité urbaine de Chailles, une unité urbaine monocommunale constituant une ville isolée,. Par ailleurs la commune fait partie de l'aire d'attraction de Blois, dont elle est une commune de la couronne,. Cette aire, qui regroupe 78 communes, est catégorisée dans les aires de 50 000 à moins de 200 000 habitants,.

### Occupation des sols
L'occupation des sols est marquée par l'importance des espaces agricoles et naturels (96,8 %). La répartition détaillée ressortant de la base de données européenne d'occupation biophysique des sols Corine Land Cover millésimée 2012 est la suivante :
terres arables (11,6 %),
cultures permanentes (0,6 %),
zones agricoles hétérogènes (15,4 %),
prairies (3,5 %),
forêts (65,2 %),
milieux à végétation arbustive ou herbacée (0,7 %),
zones urbanisées (1 %),
espaces verts artificialisés non agricoles (0,5 %),
zones industrielles et commerciales et réseaux de communication (1,7 %),
eaux continentales (0,5 %).
Le territoire présente un caractère rural marqué et identitaire : la pierre et la brique agrémentent le bâti agricole et lui confèrent une identité architecturale forte. À l'échelle de l'unité géographique Herbault, qui regroupe huit communes, dont Françay, la consommation d'espaces agricoles et naturels entre 2002 et 2015 pour répondre aux besoins de développement a été relativement faible, 81,5 % des aménagements (logements, équipements, entreprises) ont été réalisés sur de nouveaux terrains, soit 36,2 hectares.

### Planification
La loi SRU du 13 décembre 2000 a incité fortement les communes à se regrouper au sein d'un établissement public, pour déterminer les partis d'aménagement de l'espace au sein d'un SCoT, un document essentiel d'orientation stratégique des politiques publiques à une grande échelle. La commune est dans le territoire du SCOT du Blésois, approuvé en 2006 et révisé en juillet 2016.
En matière de planification, la commune disposait en 2017 d'un plan local d'urbanisme en révision. Par ailleurs, à la suite de la loi ALUR (loi pour l'accès au logement et un urbanisme rénové) de mars 2014, un plan local d'urbanisme intercommunal couvrant le territoire de la Communauté d'agglomération de Blois « Agglopolys » a été prescrit le 3 décembre 2015.

### Habitat et logement
En 2018, le nombre total de logements dans la commune était de 1 167, alors qu'il était de 1 070 en 2013 et de 964 en 2008.
Parmi ces logements, 90,2 % étaient des résidences principales, 2,4 % des résidences secondaires et 7,4 % des logements vacants. Ces logements étaient pour 98,2 % d'entre eux des maisons individuelles et pour 1,6 % des appartements.
Le tableau ci-dessous présente la typologie des logements à Chailles en 2018 en comparaison avec celle de Loir-et-Cher et de la France entière. Une caractéristique marquante du parc de logements est ainsi une proportion de résidences secondaires et logements occasionnels (2,4 %) inférieure à celle du département (7,9 %) et à celle de la France entière (9,7 %). Concernant le statut d'occupation de ces logements, 81,9 % des habitants de la commune sont propriétaires de leur logement (83,6 % en 2013), contre 68,3 % pour le Loir-et-Cher et 57,5 % pour la France entière.
| Typologie                                               | Chailles | Loir-et-Cher | France entière |
| ------------------------------------------------------- | -------- | ------------ | -------------- |
| Résidences principales (en %)                           | 90,2     | 81,3         | 82,1           |
| Résidences secondaires et logements occasionnels (en %) | 2,4      | 7,9          | 9,7            |
| Logements vacants (en %)                                | 7,4      | 10,8         | 8,2            |

### Risques naturels et technologiques

#### Risques naturels
Le territoire communal de Chailles est vulnérable à différents aléas naturels : inondations (par débordement de la Loire ou du Cosson ou par ruissellement), climatiques (hiver exceptionnel ou canicule), feux de forêts, mouvements de terrains ou sismique (sismicité très faible).
Il est également exposé à un risque technologique : le transport de matières dangereuses,.

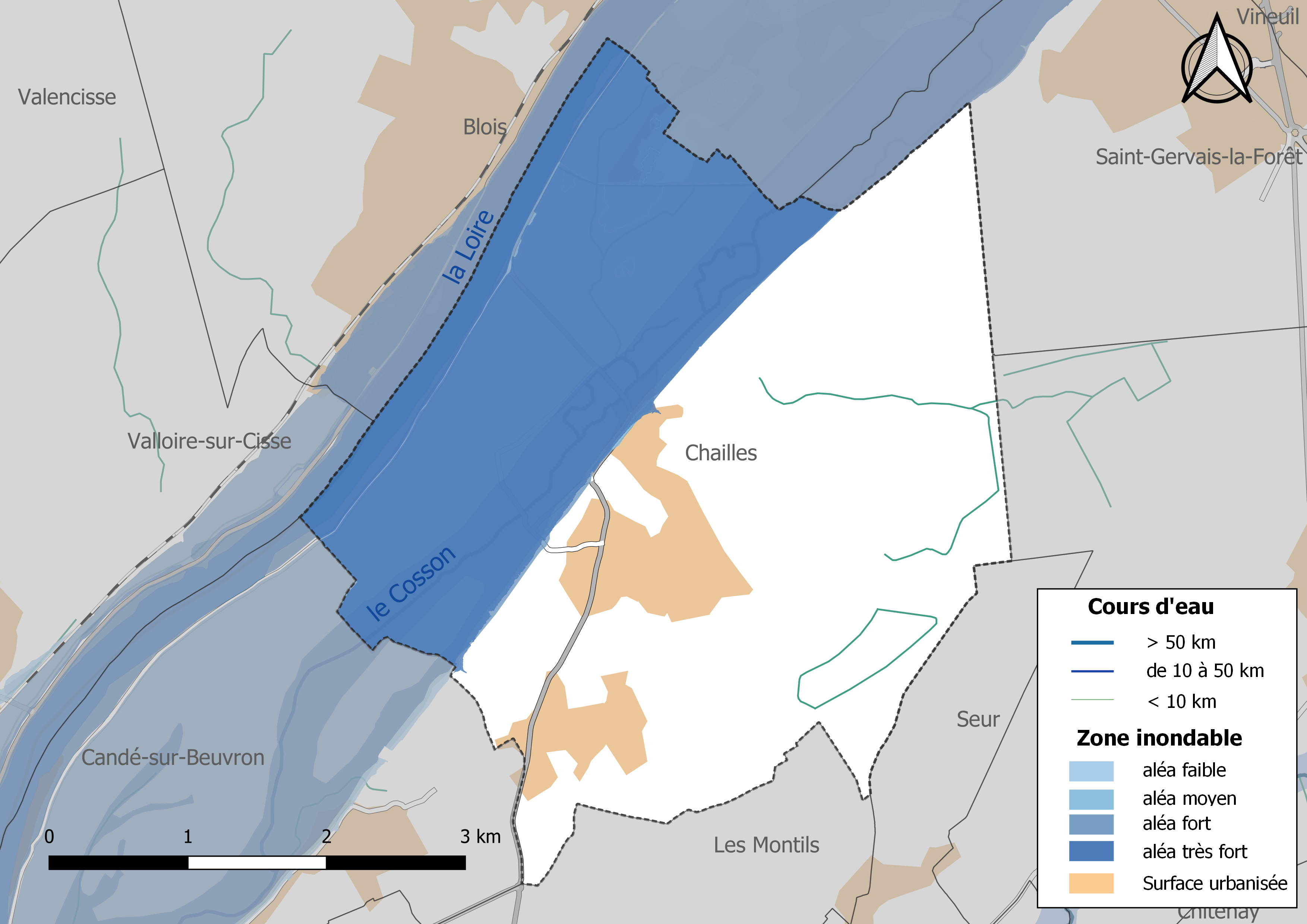
Zones inondables de la commune de Chailles.

Les mouvements de terrains susceptibles de se produire dans la commune sont soit liés au retrait-gonflement des argiles, soit des chutes de blocs, soit des glissements de terrains, soit des effondrements liés à des cavités souterraines. Le phénomène de retrait-gonflement des argiles est la conséquence d'un changement d'humidité des sols argileux. Les argiles sont capables de fixer l'eau disponible mais aussi de la perdre en se rétractant en cas de sécheresse. Ce phénomène peut provoquer des dégâts très importants sur les constructions (fissures, déformations des ouvertures) pouvant rendre inhabitables certains locaux. La carte de zonage de cet aléa peut être consultée sur le site de l'observatoire national des risques naturels Georisques. Une autre carte permet de prendre connaissance des cavités souterraines localisées dans la commune.
Un atlas des zones inondables du Cosson est établi en février 2006. Les crues historiques du Cosson sont celles de 1856, 1937 et 1977. Le débit de la crue de référence varie ainsi entre 70 et 80 m3/s selon les sections.

#### Risques technologiques
Le risque de transport de marchandises dangereuses dans la commune est lié à sa traversée par une route à fort trafic. Un accident se produisant sur une telle infrastructure est en effet susceptible d'avoir des effets graves au bâti ou aux personnes jusqu'à 350 m, selon la nature du matériau transporté. Des dispositions d'urbanisme peuvent être préconisées en conséquence.

## Toponymie
Au XIIIe siècle, la commune était connue sous le nom de « Chaeles »[réf. nécessaire].
L'étymologie de Chailles est composée du même radical, très ancien *kal-, que caillou, voir Chaille, chail en ancien français, qui signifie « pierre », « rocher ». Toponyme apparenté à Chail, Chaillevette, avec le sens de « lieu caillouteux, pierreux ».

## Histoire

### Préhistoire et antiquité
Plusieurs vestiges ont été retrouvés à Chailles notamment des silex taillés ainsi que le chemin d'une ancienne voie romaine.

### Moyen Âge
Chailles  fait partie de l'ancien diocèse de Chartres.
Il existait dans la forêt de Russy une chapelle dédiée à saint Laurent, construite par les comtes de Blois, qui fut l'objet d'un pèlerinage du XIIe au XVIIe siècle ;

### Temps modernes
La chapelle est démolie au début XVIIIe siècle et reconstruite par le propriétaire de la Chesnaie près de sa demeure (devenue la chapelle du château).

### Depuis la Révolution
De 1913 à 1934, Chailles était desservie par une ligne de tramway électrique du Loir-et-Cher reliant Blois-Vienne à Amboise (Indre-et-Loire). Sa station se trouvait alors entre celles de Bas-Rivière (à l'ouest de Blois-Vienne) et des Montils.

## Politique et administration

### Rattachements administratifs et électoraux

#### Rattachements administratifs
La commune se trouve  dans l'arrondissement de Blois du département de Loir-et-Cher.
Elle faisait partie de 1801 à 1973 du canton de Blois-Ouest, année où elle rejoint le canton de Blois-2. Dans le cadre du redécoupage cantonal de 2014 en France, cette circonscription administrative territoriale a disparu, et le canton n'est plus qu'une circonscription électorale.

#### Rattachements électoraux
Pour les élections départementales, la commune fait partie depuis 2014 du canton de Blois-3.
Pour l'élection des députés, elle fait partie de la première circonscription de Loir-et-Cher.

### Intercommunalité
Chailles est membre de la communauté d'agglomération de Blois « Agglopolys », un établissement public de coopération intercommunale (EPCI) à fiscalité propre créé fin 2005 et auquel la commune a transféré un certain nombre de ses compétences, dans les conditions déterminées par le code général des collectivités territoriales.

### Tendances politiques et résultats
Lors des élections municipales de 2014 en Loir-et-Cher, la liste DIV menée par le maire sorftant Yves Crosnier-Courtin est la seule candidate et obtient donc la totalité des 869 suffrages exprimés. Ses 23 membres sont donc élus, et l'un d'eux est également conseiller communautaire.

Lors de ce scrutin, 38,31 % des électeurs se sont abstenus et 23,77 % des votants ont choisi un bulletin blanc ou nul.
Lors des élections municipales de 2020 en Loir-et-Cher, la liste DIV menée par le maire sorftant Yves Crosnier-Courtin est à nouveau la seule candidate et obtient donc la totalité des 625 suffrages exprimés. Ses 23 membres sont donc élus, et l'un d'eux est également conseiller communautaire.

Lors de ce scrutin marqué par la pandémie de Covid-19 en France, 63,70 % des électeurs se sont abstenus et 13,93 % des votants ont choisi un bulletin blanc ou nul.

### Administration municipale
Le conseil municipal de Chailles, commune de plus de 1 000 habitants, est élu au scrutin proportionnel plurinominal avec prime majoritaire.
Compte tenu de la population communale, le nombre de sièges au conseil municipal est de 23. Le maire, à la fois agent de l'État et exécutif de la commune en tant que collectivité territoriale, est élu par le conseil municipal au scrutin secret lors de la première réunion du conseil suivant les élections municipales, pour un mandat de six ans, c'est-à-dire pour la durée du mandat du conseil.

### Liste des maires
| Période                                  | Période                       | Identité              | Étiquette | Qualité                                                                        |
| ---------------------------------------- | ----------------------------- | --------------------- | --------- | ------------------------------------------------------------------------------ |
| Les données manquantes sont à compléter. |                               |                       |           |                                                                                |
| 1959                                     | mars 1983                     | Henri Legrand         |           |                                                                                |
| mars 1983                                | décembre 2022,                | Yves Crosnier-Courtin |           | Ancien cadre Mandat écourté par la démission d'une partie du conseil municipal |
| décembre 2022                            | En cours (au 27 février 2023) | Florent Marmagne      |           |                                                                                |

## Équipements et services publics

### Enseignement

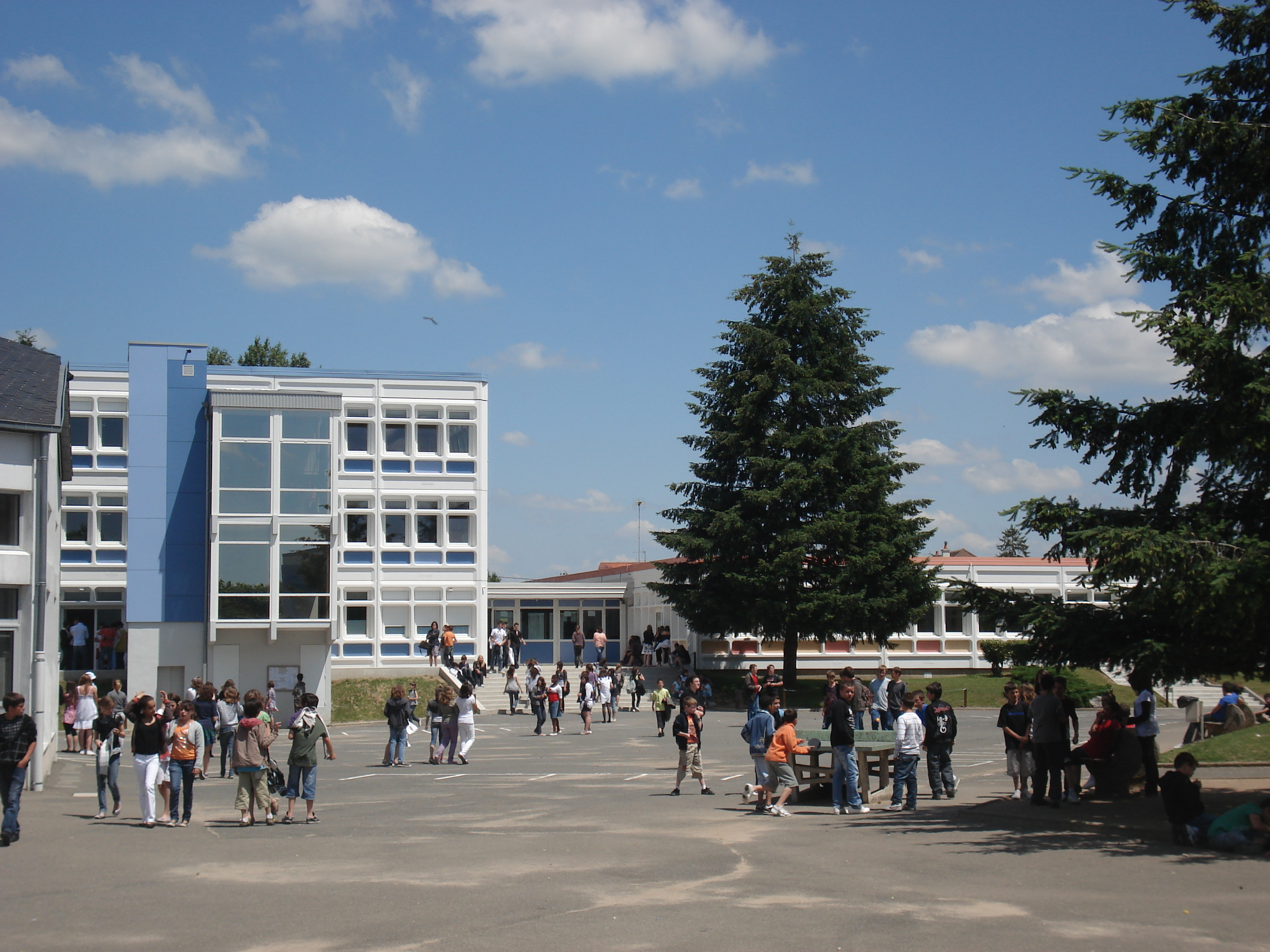
Collège Blois-Vienne.

La commune dispose d'une école maternelle : "Ecole maternelle Jules Verne", une école primaire : "Ecole élémentaire Simone Veil". Ces écoles sont situées de part et d'autre de l'Espace Chavil.
Pour ce qui est des collèges et lycées, la commune dépend de Blois : collège Blois-Vienne et lycée Dessaignes.
Chailles compte une bibliothèque municipale.

### Santé
La commune compte trois médecins, trois kinésithérapeutes, une podologue, quatre infirmières, deux chirurgiens-dentistes[Quand ?].
Chailles possède aussi une pharmacie, une maison de retraite (Claude de France) et une clinique de psychiatrie institutionnelle (La Chesnaie) fondée en 1956 par le docteur Claude Jeangirard.

## Population et société

### Démographie

#### Évolution démographique
L'évolution du nombre d'habitants est connue à travers les recensements de la population effectués dans la commune depuis 1793. Pour les communes de moins de 10 000 habitants, une enquête de recensement portant sur toute la population est réalisée tous les cinq ans, les populations de référence des années intermédiaires étant quant à elles estimées par interpolation ou extrapolation. Pour la commune, le premier recensement exhaustif entrant dans le cadre du nouveau dispositif a été réalisé en 2008.

En 2022, la commune comptait 2 708 habitants, en évolution de +1,16 % par rapport à 2016 (Loir-et-Cher : −1,15 %, France hors Mayotte : +2,11 %).
| 1793 | 1800 | 1806 | 1821 | 1831 | 1836 | 1841 | 1846 | 1851 |
| ---- | ---- | ---- | ---- | ---- | ---- | ---- | ---- | ---- |
| 609  | 684  | 754  | 770  | 775  | 830  | 851  | 924  | 930  |

| 1856 | 1861 | 1866  | 1872 | 1876 | 1881 | 1886 | 1891 | 1896 |
| ---- | ---- | ----- | ---- | ---- | ---- | ---- | ---- | ---- |
| 939  | 976  | 1 026 | 959  | 972  | 995  | 954  | 949  | 879  |

| 1901 | 1906 | 1911 | 1921 | 1926 | 1931 | 1936 | 1946 | 1954 |
| ---- | ---- | ---- | ---- | ---- | ---- | ---- | ---- | ---- |
| 829  | 830  | 750  | 719  | 703  | 695  | 690  | 671  | 613  |

| 1962 | 1968  | 1975  | 1982  | 1990  | 1999  | 2006  | 2008  | 2013  |
| ---- | ----- | ----- | ----- | ----- | ----- | ----- | ----- | ----- |
| 769  | 1 014 | 1 249 | 1 556 | 1 602 | 2 019 | 2 377 | 2 477 | 2 574 |

| 2018  | 2022  | - | - | - | - | - | - | - |
| ----- | ----- | - | - | - | - | - | - | - |
| 2 684 | 2 708 | - | - | - | - | - | - | - |

#### Pyramide des âges
En 2018, le taux de personnes d'un âge inférieur à 30 ans s'élève à 30,2 %, soit en dessous de la moyenne départementale (31,3 %). À l'inverse, le taux de personnes d'âge supérieur à 60 ans est de 28,2 % la même année, alors qu'il est de 31,6 % au niveau départemental.
En 2018, la commune comptait 1 308 hommes pour 1 376 femmes, soit un taux de 51,27 % de femmes, légèrement inférieur au taux départemental (51,45 %).
Les pyramides des âges de la commune et du département s'établissent comme suit.
| Hommes | Classe d’âge | Femmes |
| ------ | ------------ | ------ |
| 1,4    | 90 ou +      | 2,5    |
| 7,5    | 75-89 ans    | 10,7   |
| 16,9   | 60-74 ans    | 17,2   |
| 24,8   | 45-59 ans    | 23,5   |
| 18,3   | 30-44 ans    | 16,7   |
| 15,4   | 15-29 ans    | 11,5   |
| 15,7   | 0-14 ans     | 17,9   |

| Hommes | Classe d’âge | Femmes |
| ------ | ------------ | ------ |
| 1,1    | 90 ou +      | 2,6    |
| 9,2    | 75-89 ans    | 11,9   |
| 19,7   | 60-74 ans    | 20,4   |
| 20,7   | 45-59 ans    | 20     |
| 16,5   | 30-44 ans    | 16,2   |
| 15,2   | 15-29 ans    | 13,2   |
| 17,6   | 0-14 ans     | 15,7   |

### Manifestations culturelles et festivités
- À Villelouet, le quatrième dimanche du mois de mai se déroule une foire à la brocante. Elle est accompagnée de manèges et de stands divers.

### Sports et loisirs
Chailles possède trois stades :
- le stade Georges-Métais - situé près de la mairie
- le stade du Cosson situé au bord du Cosson ;
- le terrain multi-sports construit par Agglopolys situé à côté du stade Georges-Métais.

La commune possède aussi deux courts de tennis nouvellement refaits et un terrain de basket-ball.
Il existe des clubs de sports tels que l'ASCC 99 (football), un club de tennis de table, un club de tennis.

### Vie associative
La commune compte 21 associations[Quand ?] :[réf. nécessaire]
- L'amicale loisirs des retraités de Chailles
- L'amicale des Sapeurs-Pompiers
- L'amicale sportive de Chailles Candé 99 (ASCC 99)
- L'A.S. Chailles Tennis de table
- L'association Chailles Tonic
- L'association des Anciens Combattants de Chailles (A.A.C.C.)
- L'association des anciens d'Afrique du Nord (UNC-UNCAFN)
- L'association des Parents d'élèves (A.P.E.)
- L'association « Petit à petit »
- L'association "La Maison des Toupty's"
- Le Club de la Chesnaie
- Evasion Rando Chailloise
- U.N.R.P.A. Section de Chailles (Personnes âgées)
- Eupraxia (chi kung, tai chi chuan, méditation)
- L'association Boxe Française 41
- L'association Forme Détente Chailles
- L'association Tout Chailles Court
- L'association FestiChavil
- L'association OENO-CHAILLES
- L'association Société d'Horticulture
- L'association JTS RACING

## Économie

### Secteurs d'activité
Le tableau ci-dessous détaille le nombre d'entreprises implantées à Chailles selon leur secteur d'activité et le nombre de leurs salariés :
|                                                              | total | % com (% dep) | 0 salarié | 1 à 9 salarié(s) | 10 à 19 salariés | 20 à 49 salariés | 50 salariés ou plus |
| ------------------------------------------------------------ | ----- | ------------- | --------- | ---------------- | ---------------- | ---------------- | ------------------- |
| Ensemble                                                     | 170   | 100,0 (100)   | 119       | 38               | 8                | 3                | 2                   |
| Agriculture, sylviculture et pêche                           | 5     | 2,9 (11,8)    | 3         | 2                | 0                | 0                | 0                   |
| Industrie                                                    | 10    | 5,9 (6,5)     | 4         | 3                | 3                | 0                | 0                   |
| Construction                                                 | 19    | 11,2 (10,3)   | 12        | 5                | 2                | 0                | 0                   |
| Commerce, transports, services divers                        | 101   | 59,4 (57,9)   | 75        | 22               | 1                | 3                | 0                   |
| dont commerce et réparation automobile                       | 27    | 15,9 (17,5)   | 19        | 7                | 0                | 1                | 0                   |
| Administration publique, enseignement, santé, action sociale | 35    | 20,6 (13,5)   | 25        | 6                | 2                | 0                | 2                   |
| Champ : ensemble des activités.                              |       |               |           |                  |                  |                  |                     |

### Artisanat et industrie
Le secteur du commerce, transports et services divers est prépondérant dans la commune (101 entreprises sur 170).
Sur les 170 entreprises implantées à Chailles en 2016, 119 ne font appel à aucun salarié, 38 comptent 1 à 9 salariés, 8 emploient entre 10 et 19 personnes.3 emploient entre 20 et 49 personnes.
La commune compte un supermarché, ainsi que des commerces de proximité  : une boulangerie, une boucherie/charcuterie, une fleuriste, une primeur,un magasin d'informatique, une clinique vétérinaire, deux salons de coiffure, une station-service, une serrurerie, deux instituts de beauté. Chailles compte aussi des restaurants et un bar/tabac. Chailles possède aussi une auto-école.
À noter aussi la zone artisanale de l'Artouillat qui compte différents artisans.
Des pistes cyclables et piétonnes sont incorporées dans le circuit de La Loire à vélo et dans la via Turonensis, le chemin de pèlerinage de Compostelle de Paris par Tours.

### Agriculture
En 2010, l'orientation technico-économique de l'agriculture dans la commune est la culture de céréales et d'oléoprotéagineux (COP). Le département a perdu près d'un quart de ses exploitations en 10 ans, entre 2000 et 2010 (c'est le département de la région Centre-Val de Loire qui en compte le moins). Cette tendance se retrouve également au niveau de la commune où le nombre d'exploitations est passé de 28 en 1988 à 10 en 2000 puis à 4 en 2010. Parallèlement, la taille de ces exploitations augmente, passant de 21 ha en 1988 à 146 ha en 2010.
Le tableau ci-dessous présente les principales caractéristiques des exploitations agricoles de Chailles, observées sur une période de 22 ans :
|                                      | 1988                 | 2000                 | 2010                 |
| Dimension économique                 | Dimension économique | Dimension économique | Dimension économique |
| ------------------------------------ | -------------------- | -------------------- | -------------------- |
| Nombre d'exploitations (u)           | 28                   | 10                   | 4                    |
| Travail (UTA)                        | 36                   | 9                    | 5                    |
| Surface agricole utilisée (ha)       | 601                  | 683                  | 585                  |
| Cultures                             |                      |                      |                      |
| Terres labourables (ha)              | 558                  | 671                  | 578                  |
| Céréales (ha)                        | 376                  | 481                  | s                    |
| dont blé tendre (ha)                 | 89                   | 155                  | 157                  |
| dont maïs-grain et maïs-semence (ha) | 194                  | 254                  | 249                  |
| Tournesol (ha)                       | 127                  | 72                   | s                    |
| Colza et navette (ha)                | s                    | s                    | s                    |
| Élevage                              |                      |                      |                      |
| Cheptel (UGBTA)                      | 38                   | 1                    | 0                    |

#### Produits labellisés

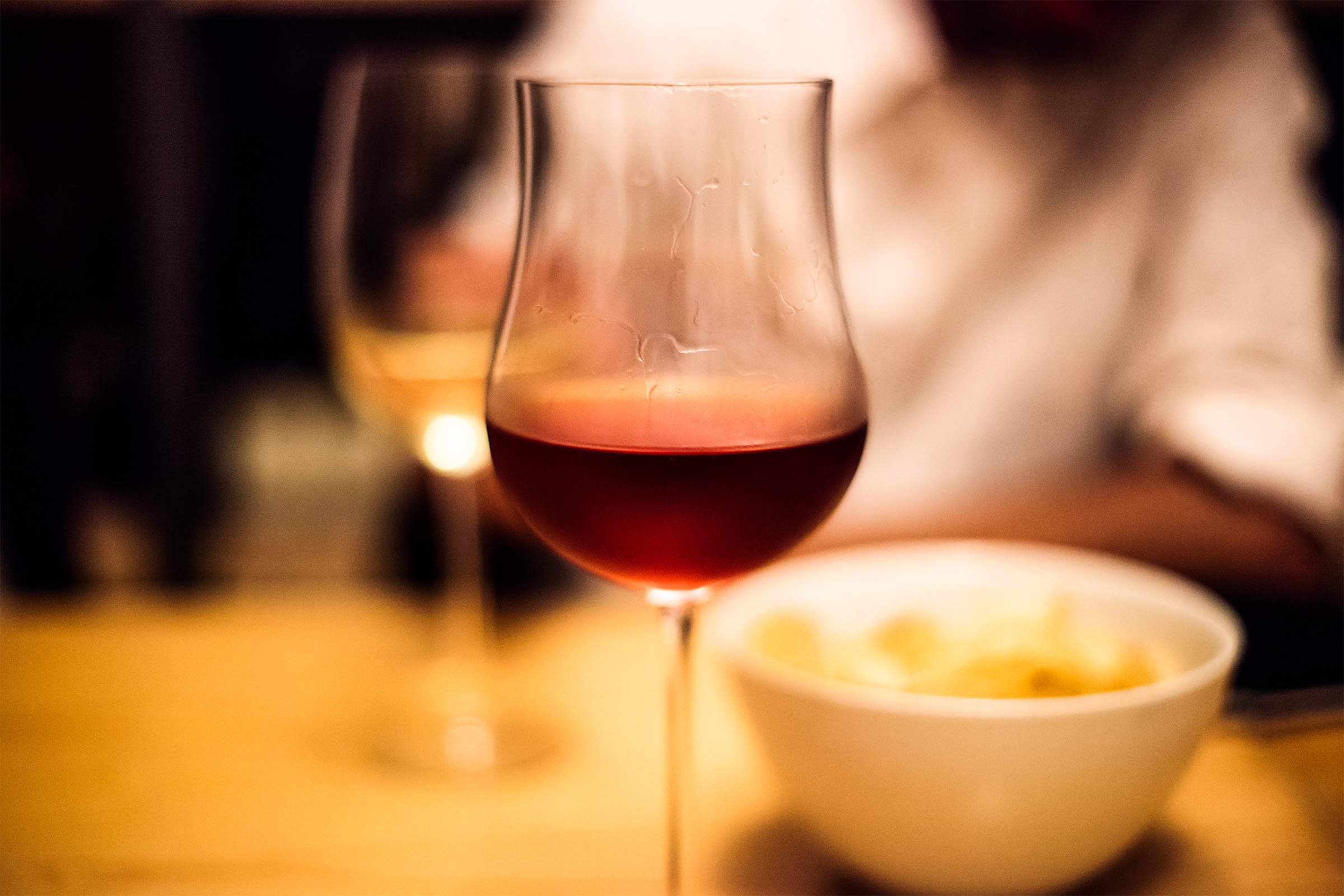
Touraine rouge.

La commune de Chailles est située dans l'aire de l'appellation d'origine protégée (AOP)  de trois produits : trois vins (le crémant-de-loire, le rosé-de-loire et le Touraine).
Le territoire de la commune est également intégré aux aires de productions de divers produits bénéficiant d'une indication géographique protégée (IGP) : le vin Val-de-loire et les volailles de l’Orléanais,.

## Culture locale et patrimoine

### Lieux et monuments

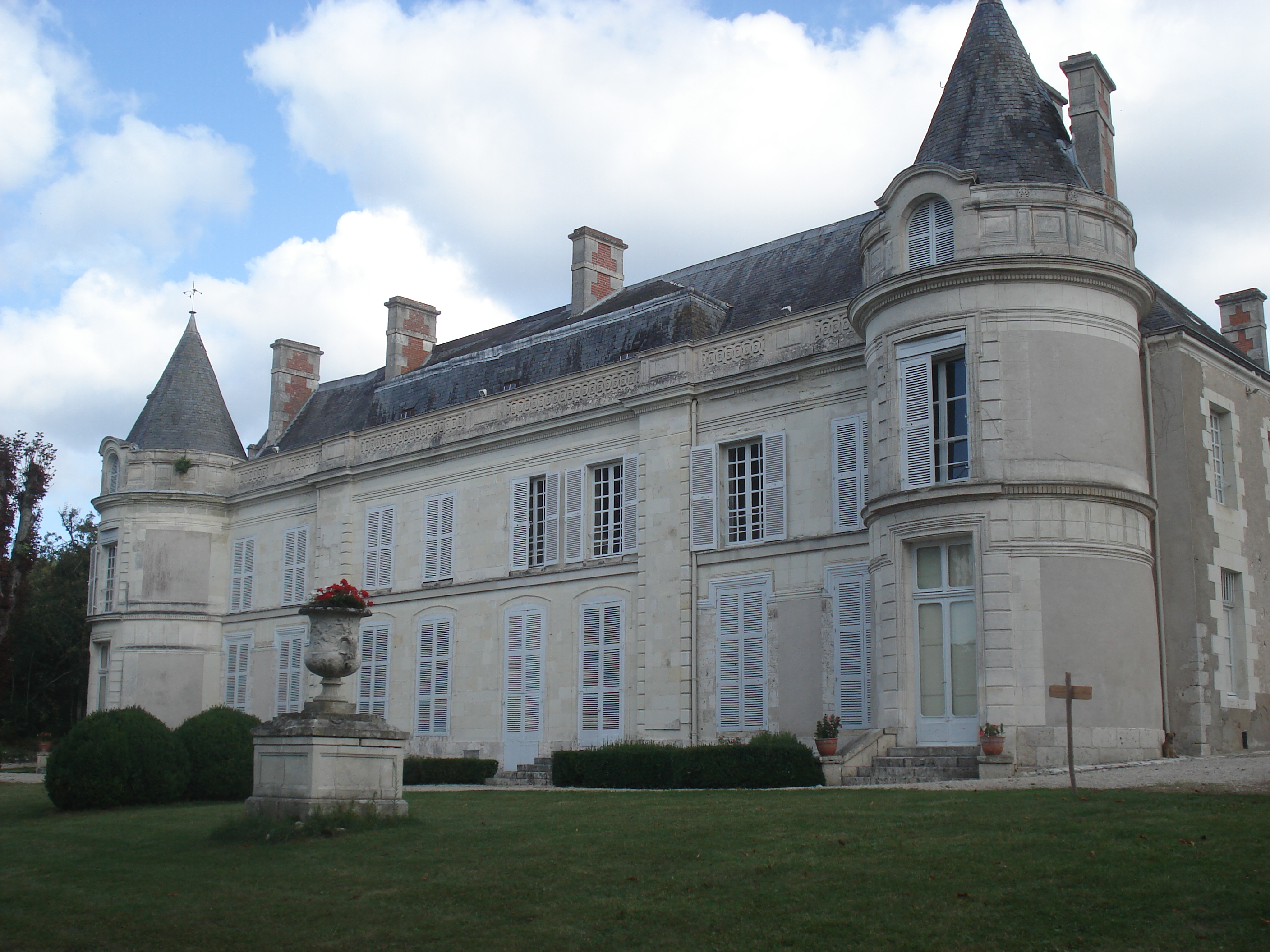
Château de Villelouet.

Trois édifices sont inscrits au titre des monuments historiques :
- Le château du Plessis-Villelouet : façades, toitures du château, chapelle, les quatre bâtiments de la ferme modèle, la laiterie et sa grotte[69].
- La clinique psychiatrique de la Chesnaie : le petit et le grand Boissier, le « train vert »[70].
- Le château de la Pigeonnière : façades, toitures de la bibliothèque avec son décor intérieur et les cheminées[71]. Fermé au public.

On peut également signaler : 
- Rives du Cosson.
- Forêt domaniale de Russy.

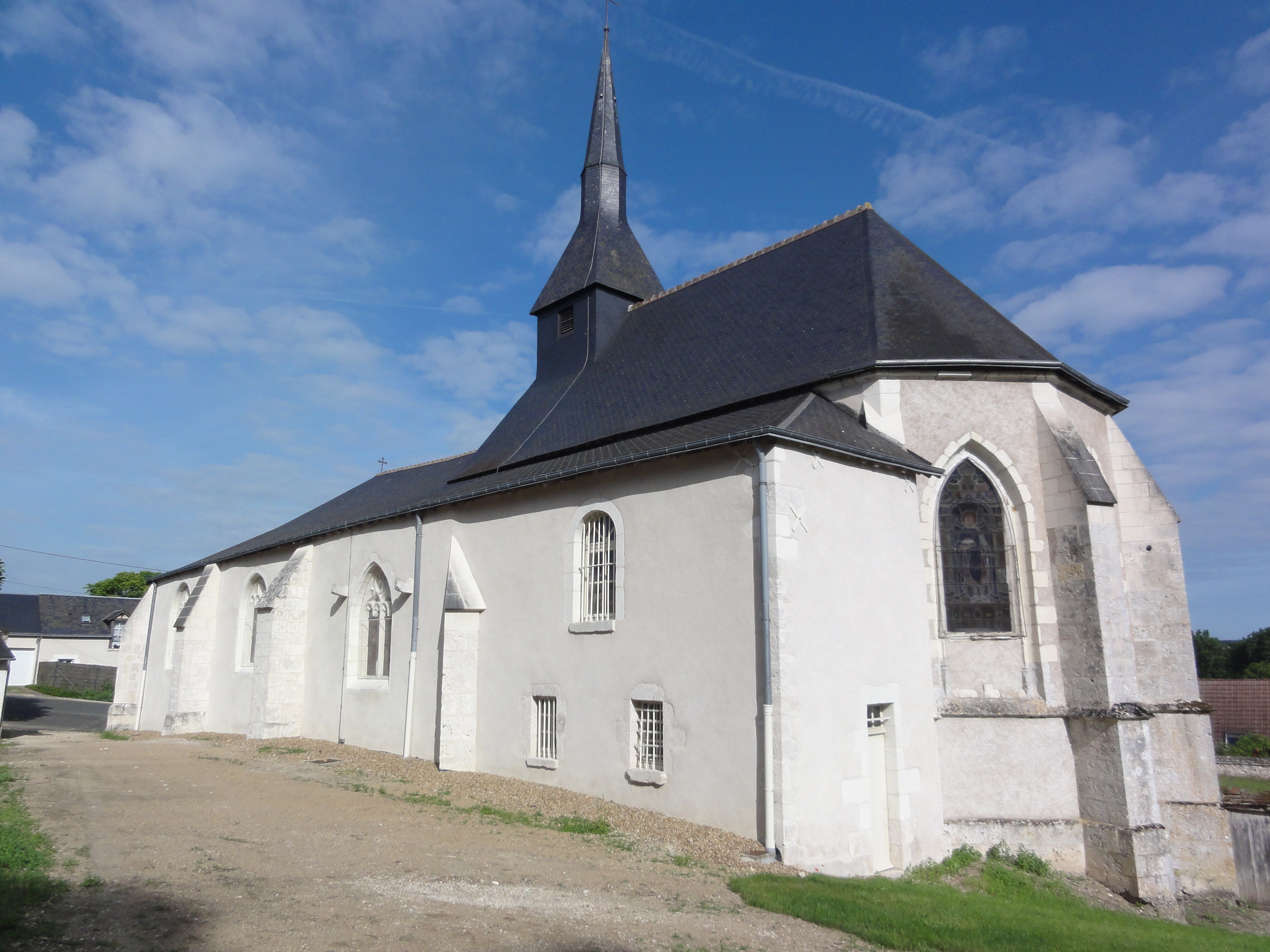
Église Saint-Martin.

- Église Saint-Martin, reconstruite XVe – XVIe siècle et très restaurée XIXe siècle : mur préroman, nef à trois travées, bas-côtés, chœur fin XVe siècle, abside à trois pans, chapelle seigneuriale début XVIe siècle voûtée d'ogives ; boiseries XVIIe siècle.

### Personnalités liées à la commune
- Colette Beaune, historienne médiéviste, est née en 1943 à Chailles.
- Antoine Clouet, général, dont la tombe est à Chailles

### Héraldique
| Blason de Chailles | Blason  | D'azur au rocher d'or accosté de deux peupliers d'argent et surmonté de deux glands, feuillés chacun de deux pièces aussi d'or, le rocher et les peupliers posés sur une terrasse également d'or, chargée d'une burèle ondée du champ ; au chef cousu de gueules chargé de trois fers de moulin d'argent |
| Blason de Chailles | Détails | |